# Kattehale (bebyggelse)
 For alternative betydninger, se Kattehale. (Se også artikler, som begynder med Kattehale)
Kattehale er en bebyggelse med ca. 55 huse. Der er både helårs, sommerhuse og spejderhus i området der ligger i Blovstrød Sogn, Allerød Kommune. Kattehale Mose ligger mellem Kattehale og Allerød.
Områdets beboere har lavet en hjemmeside, www.beboerlauget.dk
|  | Denne artikel om lokaliteten Kattehale (bebyggelse) kan blive bedre, hvis der indsættes et (bedre) billede. Du kan hjælpe ved at afsøge Wikimedia Commons for et passende billede eller lægge et op på Wikimedia Commons med en af de tilladte licenser og indsætte det i artiklen. |

55°51′10″N 12°22′05″Ø / 55.85278°N 12.36806°Ø